# Gonne van Uildriks
Hillegonda Loman-van Uildriks (Groningen, 15 maart 1863 – Veldwijk, 28 juli 1921) was een Nederlandse lerares, schrijfster en vertaalster.
Zij vertaalde onder andere populaire werken van H.G. Wells, Robert Louis Stevenson, John Ruskin, Edgar Allan Poe, en Horace Walpole. Met Gevoel en Verstand was ze de eerste Nederlandse vertaler van het werk van Jane Austen, maar haar vertaling van het beroemde Sense and sensibility kwam pas een jaar na haar dood uit.
Van Uildriks was dochter van de gemeentesecretaris van Groningen en zus van schrijfster Frederike van Uildriks. Ze trouwde met de organist en schaakspeler Rudolf Loman, 26 augustus 1887. Vanaf 1897 leefden ze gescheiden van elkaar, en in 1907 werd het huwelijk ontbonden.
- Digitale Bibliotheek voor de Nederlandse Letteren: loma005
- Gemeinsame Normdatei: 122673042
- International Standard Name Identifier: 0000 0000 3856 8671
- Library of Congress Control Number: nb2001029524
- Nederlandse Thesaurus van Auteursnamen: 070239363
- Système universitaire de documentation: 076133982
- Virtual International Authority File: 47649546
- WorldCat: E39PBJxMkK7HMrjdcQwQG7XWXd